# Cattenbroek

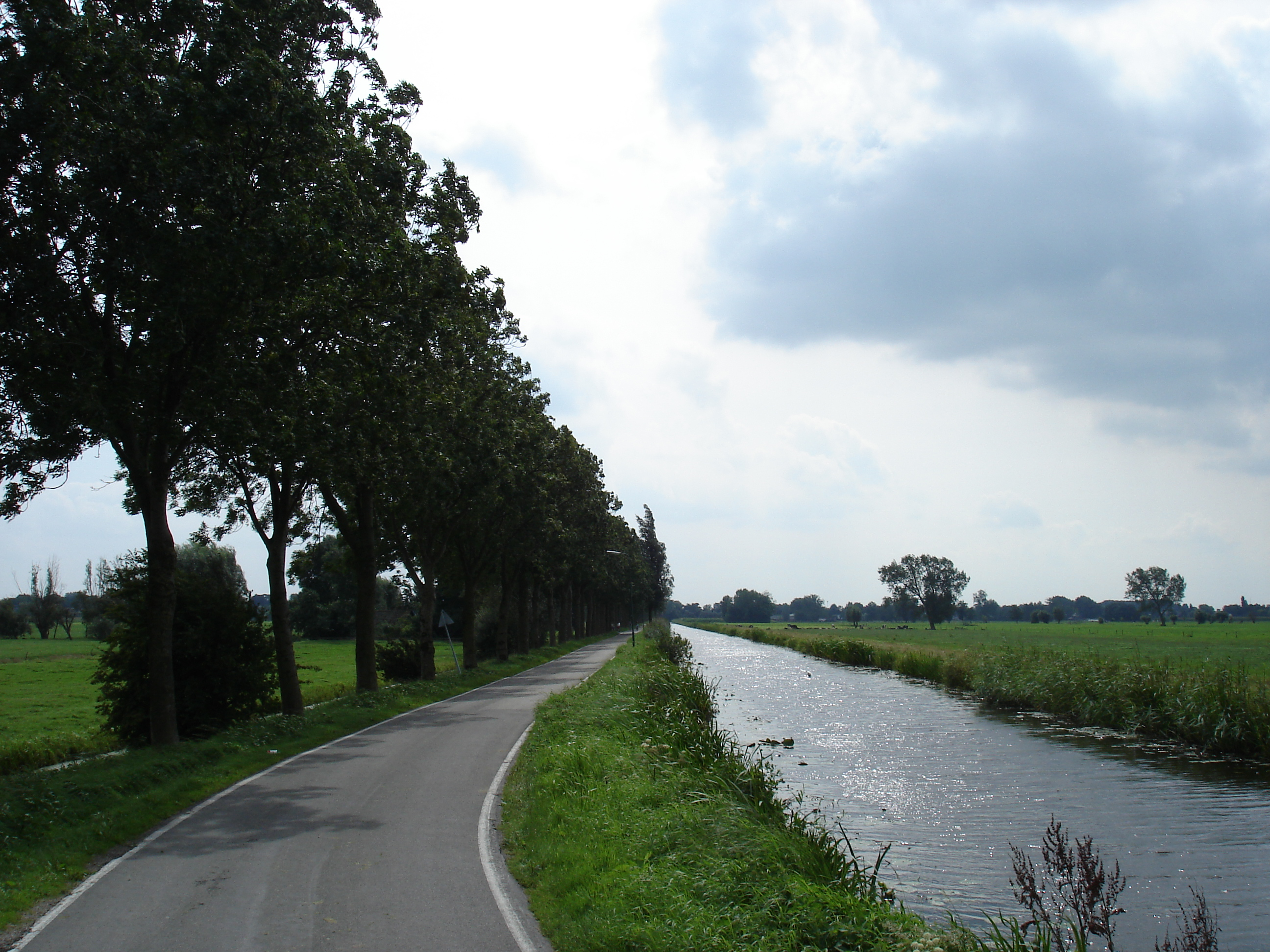
Cattenbroekerdijk

Cattenbroek (52° 04′ N, 4° 56′ L) é uma vila dos Países Baixos, na província de Utrecht. Cattenbroek pertence ao município de Montfoort, e está situada a 4 km, a leste de Woerden.
A área de Cattenbroek, que também inclui as partes periféricas da cidade, bem como a zona rural circundante, tem uma população estimada em 80 habitantes.